# In the Hell of Patchinko
Albums de Mano Negra
Amerika perdida
(1991) Casa Babylon
(1994)
In the Hell of Patchinko est un album live de Mano Negra sorti le 16 novembre 1992 et enregistré au Japon.

## Liste des titres
| No  | Titre                  | Durée |
| --- | ---------------------- | ----- |
| 1.  | Mano Negra (1)         | 01:00 |
| 2.  | Magic Dice             | 02:34 |
| 3.  | Country Line           | 02:21 |
| 4.  | Don't Want You No More | 03:04 |
| 5.  | Lonesome Bop           | 02:33 |
| 6.  | Mano Negra (2)         | 00:52 |
| 7.  | Rock Island Line       | 02:38 |
| 8.  | King Kong Five         | 03:55 |
| 9.  | Mad Man's Dead         | 02:01 |
| 10. | Bring the Fire         | 03:29 |
| 11. | Indios de Barcelona    | 02:23 |
| 12. | El Sur                 | 01:23 |
| 13. | Killing Rats           | 02:54 |
| 14. | Mano Negra (3)         | 00:40 |
| 15. | Sidi 'h' Bibi          | 03:27 |
| 16. | The Rebel Spell        | 03:23 |
| 17. | I Fought the Law       | 01:51 |
| 18. | Mano Negra (4)         | 00:19 |
| 19. | Darling Darling        | 01:45 |
| 20. | Patchuko Hop           | 02:32 |
| 21. | Mala Vida              | 02:31 |
| 22. | Junky Beat             | 02:18 |
| 23. | Madeline               | 01:37 |

## Musiciens
- Manu Chao : Chant & Guitare
- Antoine Chao : Trompette & Chant
- Santiago Casariego : Batterie & Chant
- Philippe Teboul : Percussions & Chant
- Daniel Jamet : Lead Guitare & Chant
- Joseph Dahan : Basse & Chant
- Thomas Darnal : Clavier & Chant
- Pierre Gauthé : Trombone & Chant
- Chinoi : Chant sur Madeline